# Parent
Parent é uma comuna francesa na região administrativa de Auvérnia-Ródano-Alpes, no departamento Puy-de-Dôme. Estende-se por uma área de 3,76 km². Em 2010 a comuna tinha 891 habitantes (densidade: 237 hab./km²).